# Philtre
Pour les articles ayant des titres homophones, voir filtre et philtrum.
 (mars 2025).
Motif : utile d'avoir un article pour ce mot, qui se retrouve déjà de manière plus développé dans le wiktionnaire?
- Archive Wikiwix
- Bing
- Cairn
- DuckDuckGo
- E. Universalis
- Gallica
- Google
- G. Books
- G. News
- G. Scholar
- Persée
- Qwant
- (zh) Baidu
- (ru) Yandex
- (wd) trouver des œuvres sur Wikidata

| 1. | Préciser le motif de la pose du bandeau. | Précisez le motif de la pose du bandeau en utilisant la syntaxe suivante : {{admissibilité à vérifier\|date=juillet 2025\|motif=remplacez ce texte par le motif}}            |
| 2. | Informer les utilisateurs concernés.     | Pensez à avertir le créateur de l'article, par exemple, en insérant le code ci-dessous sur sa page de discussion : {{subst:avertissement admissibilité à vérifier\|Philtre}} |

Un philtre est une mixture ou un breuvage auquel on attribue des vertus magiques et que l'on utilise notamment pour inspirer l'amour.